# Ferdinand Liewehr
Ferdinand Liewehr (* 22. November 1896 in Hladké Životice; † 15. Mai 1985 in Greifswald) war ein deutscher Slawist.

## Leben
Der Sohn eines Oberlehrers besuchte das humanistische Gymnasium in Troppau. Er studierte in Prag slawische und klassische Philologie. Er erwarb 1924 das philosophische Doktorat. 1937 wurde er zum außerordentlichen Professor in Prag ernannt, 1939 als ordentlicher Professor und Nachfolger Nikolai Sergejewitsch Trubetzkoys an die Universität Wien berufen. Zum 1. Dezember 1938 war er der NSDAP beigetreten. Er folgte 1954 einem Ruf an die Universität Greifswald.